# Scrobigera tricolor
Scrobigera tricolor är en fjärilsart som beskrevs av Butler 1875. Scrobigera tricolor ingår i släktet Scrobigera och familjen nattflyn. Inga underarter finns listade.